# Gromoboj
A Gromoboj (orosz nyelven, Громобой, jelentése kb. mennydörgő harc) a cári orosz haditengerészetnek az 1890-es években épült páncélos cirkálója volt.

## A cirkáló pályafutása
A hadihajót a kereskedelmi hajózás elleni támadásokra tervezték, és ennek megfelelően is vetették be az 1904-05-ös orosz–japán háborúban, amikor is Vlagyivosztokból kiindulva intézett támadásokat a japán kereskedelmi hajózás ellen, nem sok sikerrel. 1904 augusztusában Vlagyivosztokban állomásozó más cirkálókkal együtt a Csuzima-szorosba vezényelték, hogy felvegye a kapcsolatot a Port Artúrból kihajózott orosz Csendes-óceáni Flotta főerőivel. A találkozóra a flotta késése miatt nem került sor, a cirkálókat visszarendelték Vlagyivosztokba, de útjukat elzárta a japán flotta négy páncélos cirkálója. Az így kialakult ulszani csatában a Gromoboj sérüléseket szenvedett, de két hónapon belül kijavították. Ezután viszont hamarosan zátonyra futott, és újabb négy hónapos javításra lett szükség. Később aknától szerzett sérüléseket, de megint kijavították, sőt fegyverzetét is megerősítették, de a háborúban már nem szerepelt többet. 
A japán háború után a Gromobojt áthelyezték az orosz Balti Flottához, és újabb hosszas korszerűsítés vette kezdetét, ami 1911-re fejeződött be. Az első világháborúban a hadihajó keveset szerepelt; aknarakóvá alakították át.
A Gromoboj 1917 szeptemberében lett a Vörös Flotta része. Állomáshelye Helsinkiben volt, de a breszt-litovszki béke értelmében azt el kellett hagynia. Ekkor került sor a később elhíresült jégtörő útra, amikor a szovjet-orosz balti flotta zömét sikerült a befagyott Finn-öblön át Tallinnból és Helsinkiből Kronstadtba áthajózni.
1922-ben a hajót eladták egy német vállalat részére nyersanyagként. A Gromobojt Németországba akarták vontatni, de Liepāja kikötője közelében zátonyra futott, ezért végül ott helyben bontották szét.

## Bis Gromoboj
A hadihajó nevéből alakult ki a magyar – és érdekes módon csak a magyar – nyelvben a „bis gromovoj” vagy „bis gromoboj” mondás, mégpedig a kártyajátékokban, különösen a rablóultiban alkalmazott legmagasabb licit értelmében, még az orosz–japán háború idején. Ennek az lehetett az oka, hogy a korabeli magyar közvélemény élénk érdeklődéssel követte az orosz-japán háborúról szóló újsághíreket, amelyekben gyakran szerepelt a legyőzhetetlennek beállított orosz páncélos cirkáló.

## Fordítás
- Ez a szócikk részben vagy egészben a Russian cruiser Gromoboi című angol Wikipédia-szócikk ezen változatának fordításán alapul.  Az eredeti cikk szerkesztőit annak laptörténete sorolja fel. Ez a jelzés csupán a megfogalmazás eredetét és a szerzői jogokat jelzi, nem szolgál a cikkben szereplő információk forrásmegjelöléseként.